# Marco Pivato
Marco Pivato (Cesena, 15 gennaio 1980 – Trieste, 23 marzo 2022) è stato un giornalista, saggista e divulgatore scientifico italiano.

## Biografia
Nel 2007 si laurea in Chimica e Tecnologia Farmaceutiche all’Alma Mater Studiorum, Università di Bologna discutendo una tesi in farmacologia e farmacoterapia, con indirizzo tossicologico, ambientale e sanitario. Successivamente, ottiene l’abilitazione alla professione di farmacista. Muove i primi passi nel giornalismo sotto la guida e le lezioni private di Sergio Zavoli, il quale ha firmato la prefazione al suo primo e ultimo canzoniere dedicato al rapporto tra scienza e poesia. Nel 2009 consegue il Master in Comunicazione della scienza “Franco Prattico” della Scuola Internazionale di Studi Superiori Avanzati (SISSA), specializzandosi in editoria scientifica e tra il 2010 e il 2011 svolge il praticantato giornalistico presso le sedi del QN Quotidiano Nazionale.
Muore la sera del 23 marzo 2022 a Trieste, dopo essere precipitato dalla finestra di un hotel.
Era il figlio di Stefano Pivato.

## Attività
Dal 2006 si occupa professionalmente di comunicazione ed etica della salute in diversi ambiti: giornalismo, saggistica, editoria scolastica e consulenza. Ha scritto regolarmente dal 2008 per La Stampa su temi di cronaca sanitaria e per i supplementi dello stesso giornale Tuttosalute e Tuttoscienze. Dal 2020 ha iniziato a scrivere su Salute, disponibile in edicola e on line con La Stampa, La Repubblica, Il Secolo XIX e tutte le altre testate del Gruppo Gedi News. È addetto stampa delle associazioni non-profit SIF - Società Italiana di Farmacologia, Società Italiana di Tossicologia (SITOX) e Federazione Italiana Scienze della Vita (FISV), gruppo, quest’ultimo, che federa altre sedici società scientifiche italiane e rappresenta circa diecimila ricercatori italiani.
Nel 2011, il suo saggio Il Miracolo scippato. Le quattro occasioni sprecate dalla scienza italiana negli anni sessanta(Donzelli), ha sostenuto le cause che hanno portato l’Italia a scegliere uno sviluppo economico volutamente ostile alla ricerca scientifica. Documenti e prove riportati nel libro hanno infatti svelato un confinamento dell’Italia da parte degli altri paesi occidentali, usciti vincitori dall’ultimo conflitto mondiale, timorosi del fatto che l'Italia potesse assumere un ruolo di primo piano in settori scientifici e tecnologici strategici come la sanità, il nucleare, la petrolchimica e l’informatica.
Il saggio è però anche una inchiesta su ulteriori cause, tutte italiane, contenente le versioni di scienziati, politici, giornalisti e intellettuali operativi professionalmente durante gli anni Sessanta, tra cui Rita Levi Montalcini, Sergio Zavoli, Umberto Veronesi, Luigi Luca Cavalli Sforza, e anche all’epoca dell’uscita del libro, come il biologo e imprenditore americano Craig Venter, il filosofo della scienza Giulio Giorello, il sociologo Luciano Gallino, storici contemporanei come Ernesto Galli della Loggia, Guido Crainz e Paul Ginsborg, oltre all’ex cancelliere tedesco Gerard Schröder.
Da allora l’impegno di Pivato ha continuato a spendersi nell’investigazione e nella verifica delle fonti a beneficio della trasparenza delle affermazioni sulla scienza e sulla salute, con particolare attenzione alle fake news.  Durante questo periodo ha ricevuto minacce soprattutto da gruppi no-vax e animalisti, sugli account dei propri social e di quelli delle società scientifiche per cui lavora. Nel 2020 ha quindi co-fondato SIF Magazine, rivista online gratuita a cura della Società Italiana di Farmacologia, per offrire un servizio gratuito al cittadino, da parte fonti primarie, come esperti, docenti universitari e ricercatori che possano raccontare la gestione e la filiera della salute, sgombrando il mondo dell’informazione dalle notizie non verificate, senza fonti o manipolate.
Risulta essere stato affiliato alla Massoneria presso la RL Guido Nozzoli del GOI.

## Opere
- A poca voce, Manni Editori, 2008, ISBN 9788862660860.
- Il miracolo scippato. Le quattro occasioni sprecate dalla scienza italiana negli anni sessanta, Donzelli Editore, 2011, ISBN 9788860365422.
- Noverar le stelle. Cosa hanno in comune scienziati e poeti, Donzelli editore, 2015, ISBN 9788868434410.
- Comunisti sulla luna. L’ultimo mito della rivoluzione russa, con Stefano Pivato, 2017, Il Mulino, ISBN 9788815272805.
- Valmarecchia dei misteri. Le vie della meraviglia. Panozzo, 2018, ISBN 9788874723904.
- Usare il cervello. Ciò che la scienza può insegnare alla politica, con Gianvito Martino, 2018, La nave di Teseo, ISBN 978-8893445887.
- Ascoltami, non dire nulla (romanzo postumo). Vallecchi, 2023, ISBN 9788882521783

### Collaborazioni
- Senso storico, Vol. 2, Marco Fossati, Giorgio Luppi, Emilio Zanette, 2016, Pearson – Edizioni scolastiche Bruno Mondadori, ISBN 9788869102349[15].
- La nostra avventura, Vol. 1, Giorgio De Vecchi e Giorgio Giovannetti, 2016, Pearson – Edizioni scolastiche Bruno Mondadori, ISBN 9788869101588.[16]
- La nostra avventura, Vol. 3, Giorgio De Vecchi e Giorgio Giovannetti, 2016, Pearson – Edizioni scolastiche Bruno Mondadori, ISBN 9788869101625.
- La nuova biologia.blu Plus. Il corpo umano e la salute, seconda edizione, David Sadava, David M. Hillis, H. Craing Heller, Sally Hacker, 2021, Zanichelli Archiviato l'8 maggio 2021 in Internet Archive., ISBN 9788808747600

## Premi e riconoscimenti
- 2011 Finalista al Premio Biella, Letteratura e industria per il saggio Il Miracolo scippato. Le quattro occasioni sprecate dalla scienza italiana negli anni sessanta.[17]
- 2011 Premio della giuria della Casa circondariale di Biella per il saggio Il Miracolo scippato. Le quattro occasioni sprecate dalla scienza italiana negli anni sessanta[18].
- 2012 “Miglior saggio 2011” Il Miracolo scippato. Le quattro occasioni sprecate dalla scienza italiana negli anni sessanta per la sezione “Economia diritto e società” dalla rivista L’indice dei libri del mese[19], Mursia.